# Frans Wilhelm Häggström
Frans Wilhelm Häggström, född den 15 december 1827 i Piteå, död den 21 maj 1896 i Uppsala, var en svensk professor i latin.
Häggström avlade studentexamen vid Uppsala universitet 1847, blev filosofie doktor 1854, docent i latin vid universitetet 1858 och adjunkt i samma ämne 1862. Åren 1875–1893 var han professor i latinska språket och litteraturen. Han fick professuren efter en då uppmärksammad tillsättningsstrid med Anders Frigell. Häggström företog 1863–1864 en vetenskaplig resa till Tyskland, Frankrike och Italien. Han var sedan 1870 censor vid studentexamen.
Under sin studietid var han Norrlands nations kurator 1854–1856 och 1857–1859, samt ordförande i Uppsala studentkår 1858–1859.